# ロクリ
ロクリ（イタリア語: Locri）は、イタリア共和国カラブリア州レッジョ・カラブリア県にある、人口約12,000人の基礎自治体（コムーネ）。

## 地理

### 位置・広がり

#### 隣接コムーネ
隣接するコムーネは以下の通り。
- アントニミーナ
- ジェラーチェ
- ポルティリオーラ
- シデルノ

## 行政

### 分離集落
ロクリには、以下の分離集落（フラツィオーネ）がある。
- Baldari, Moschetta, San Fili, Merici, M'prenagatti, Mantenea, Basilea